# هيرمان من كارينثيا
هيرمان من كارينثيا (بالألمانية: Hermann von Carinthia)‏ (و. 1100 – 1155 م) هو رياضياتي، ومترجم، وعالم فلك، وفيلسوف، وكاتب، ومنجم من كرواتيا .
توفي عن عمر يناهز 55 عاماً.